# 圣茂古拉堂

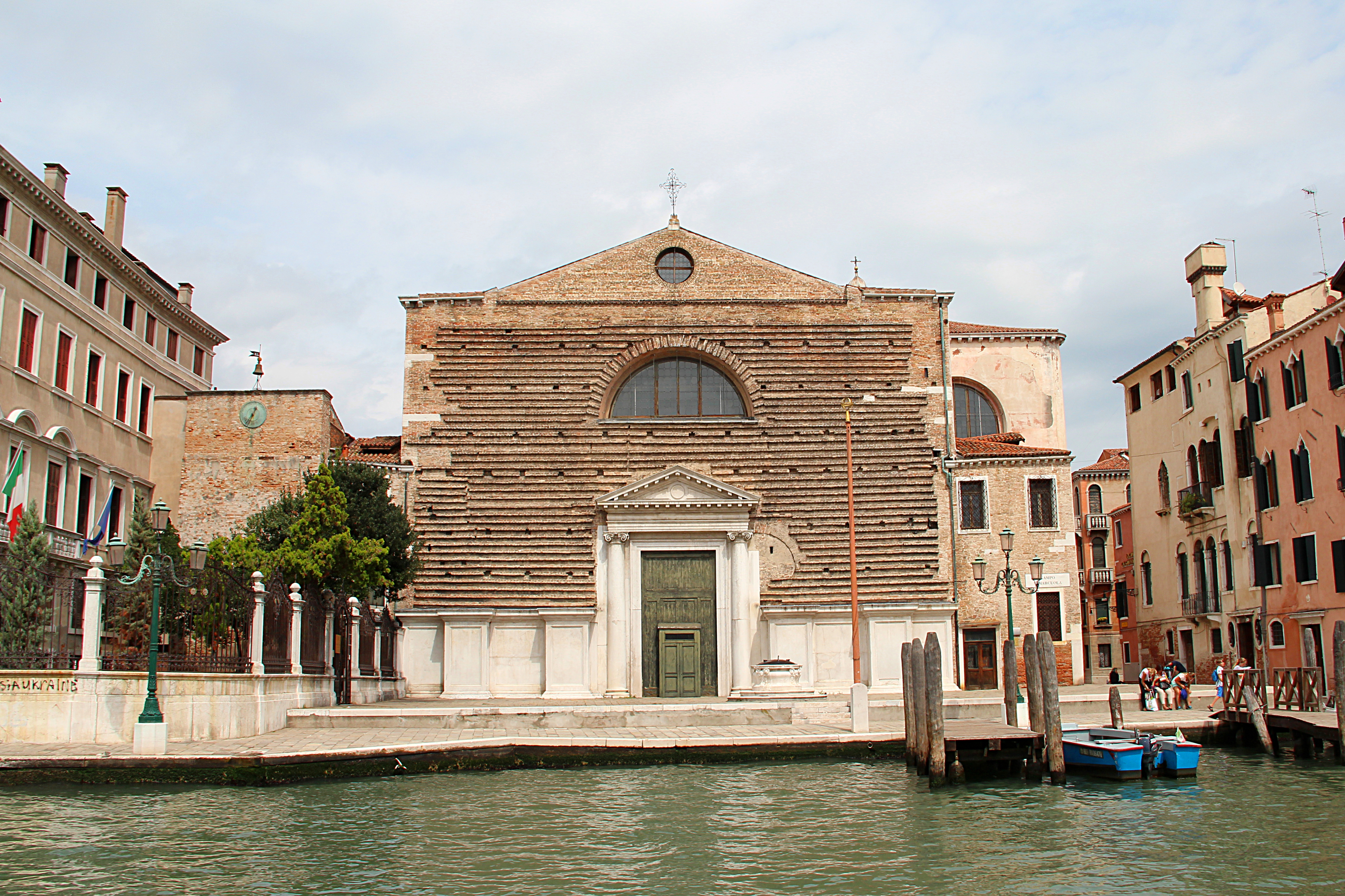
從大運河看的聖馬可拉教堂的正面。

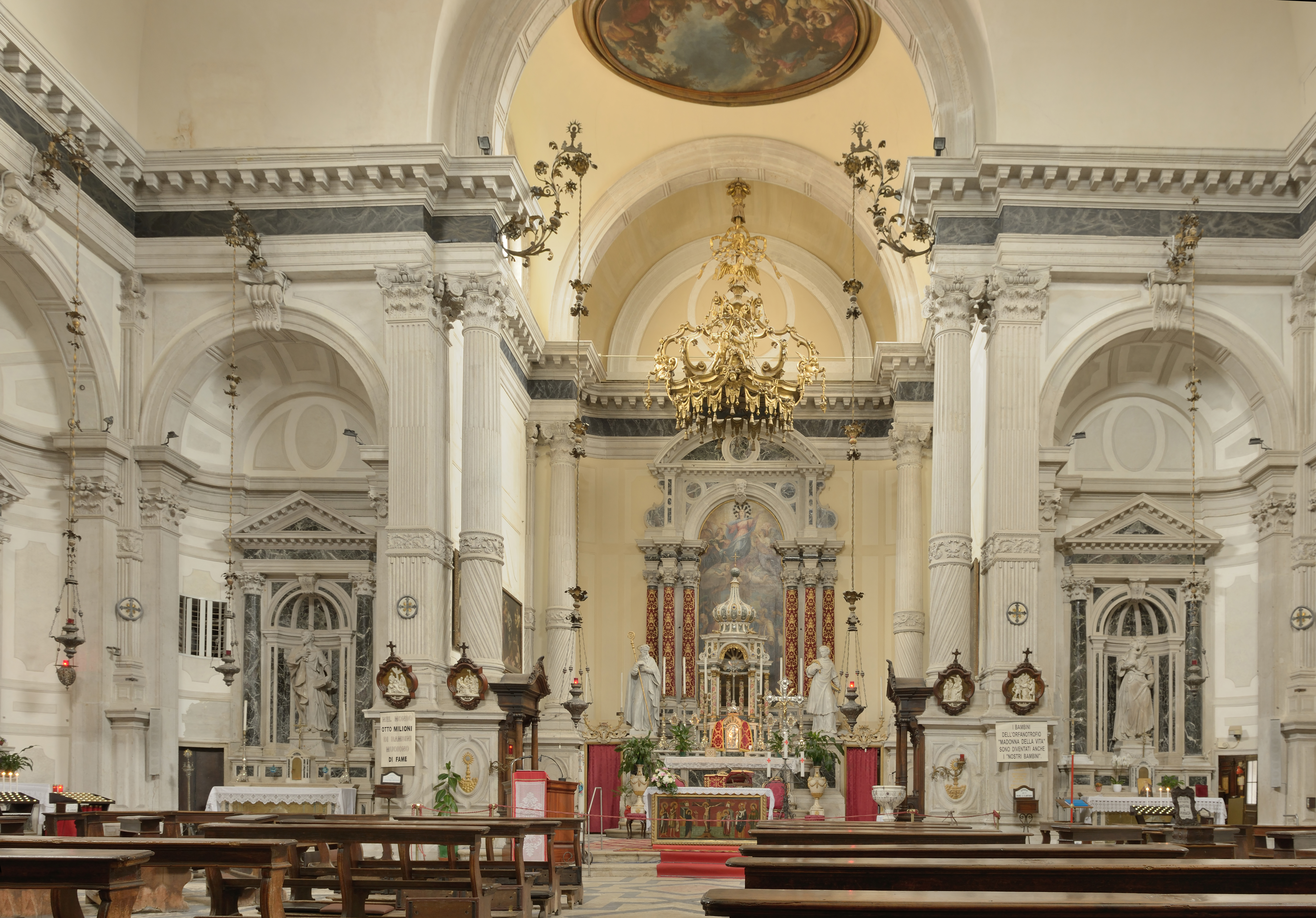
内部

圣茂古拉堂（San Marcuola）正式名称为圣海茂古拉圣福多那督堂（Santi Ermagora e Fortunato），是意大利威尼斯的一座罗马天主教教堂，位于卡纳雷吉欧区，面临大运河，供奉圣海茂古拉和圣福多那督。“茂古拉”是“海茂古拉”的威尼斯语称呼。
目前的教堂始建于12世纪。18世纪的重建由Antonio Gaspari设计，由Giorgio Massari完成于1730-1736年。立面一直未完成。该堂拥有大量Gaetano Susali的雕塑，以及Francesco Migliori的绘画。在半圆形后殿的左侧，是丁托列托的作品《最后的晚餐》。而右侧的丁托列托画作《基督为门徒洗脚》现在收藏在马德里普拉多博物馆。
德国作曲家约翰·阿道夫·哈塞（1699-1783）的遗体安葬于圣茂古拉堂。 
威尼斯水上巴士的圣茂古拉站即以命名。

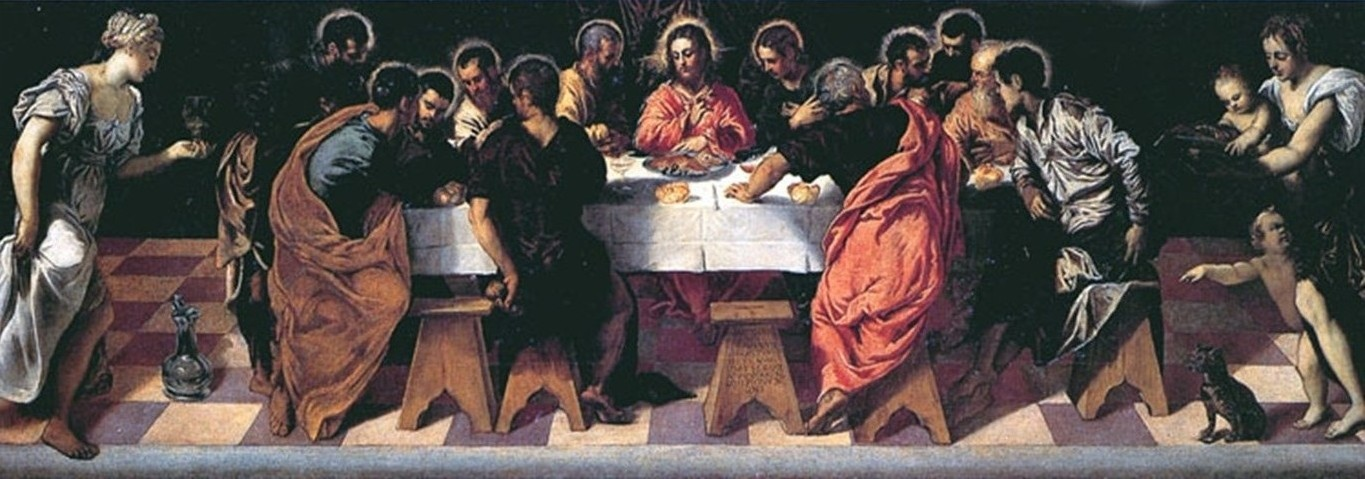
丁托列托的《最后的晚餐》
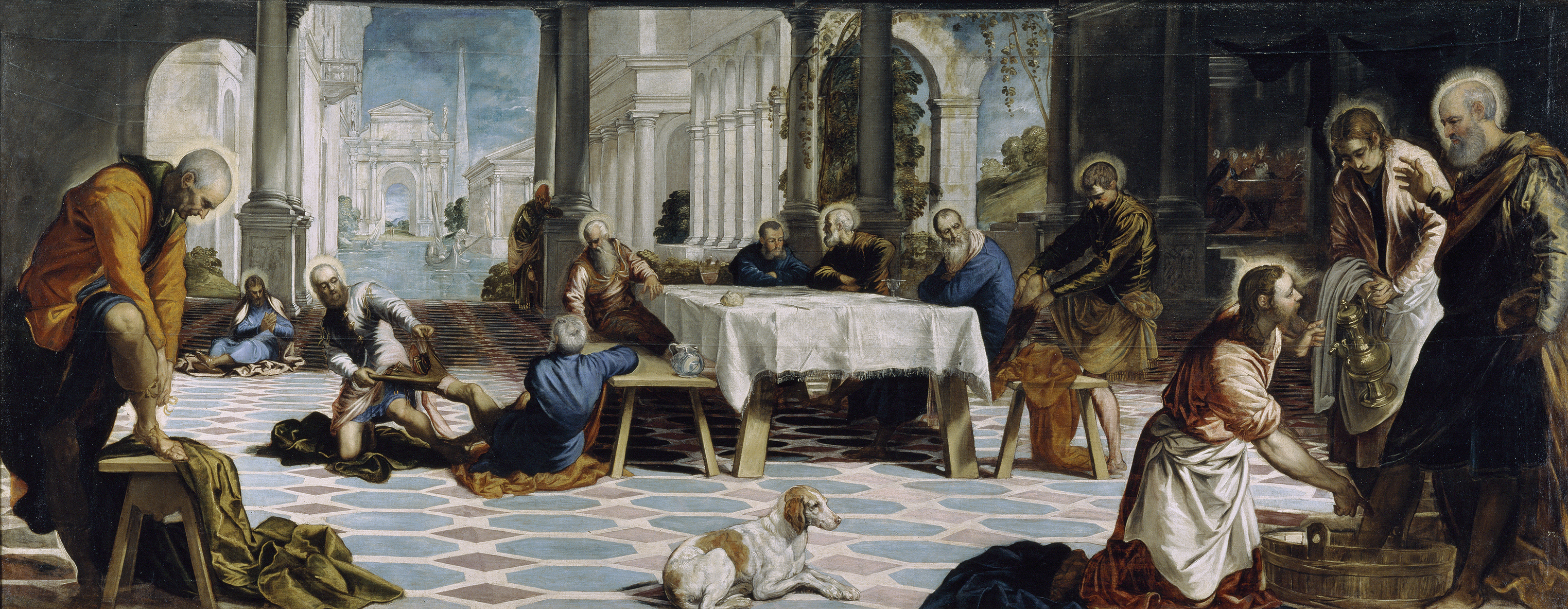
丁托列托的《基督为门徒洗脚》